# Sant Martí de Talarn
Sant Martí de Talarn és l'església parroquial de la vila de Talarn, situada dins i a la part est de la vila closa. Originalment romànica, sofrí moltes transformacions en època gòtica i en el Renaixement.
La primera referència coneguda sobre aquesta església és del 1080, quan el comte Ramon VI de Pallars Jussà encomanà a Oliver Bertran, vassall de Guillem Folc, el castell de Talarn, la meitat de la parròquia de sant Martí i les esplugues de Susterris, i a Sunyer Ramon el mateix castell i la vuitena part de la parròquia.
Inclosa dins de l'oficialat de Tremp, el 1639 s'iniciava la reconstrucció de l'església, i el 1748 s'encarregava la construcció de l'orgue, recentment restaurat, a Josep Boscà de Seringena.

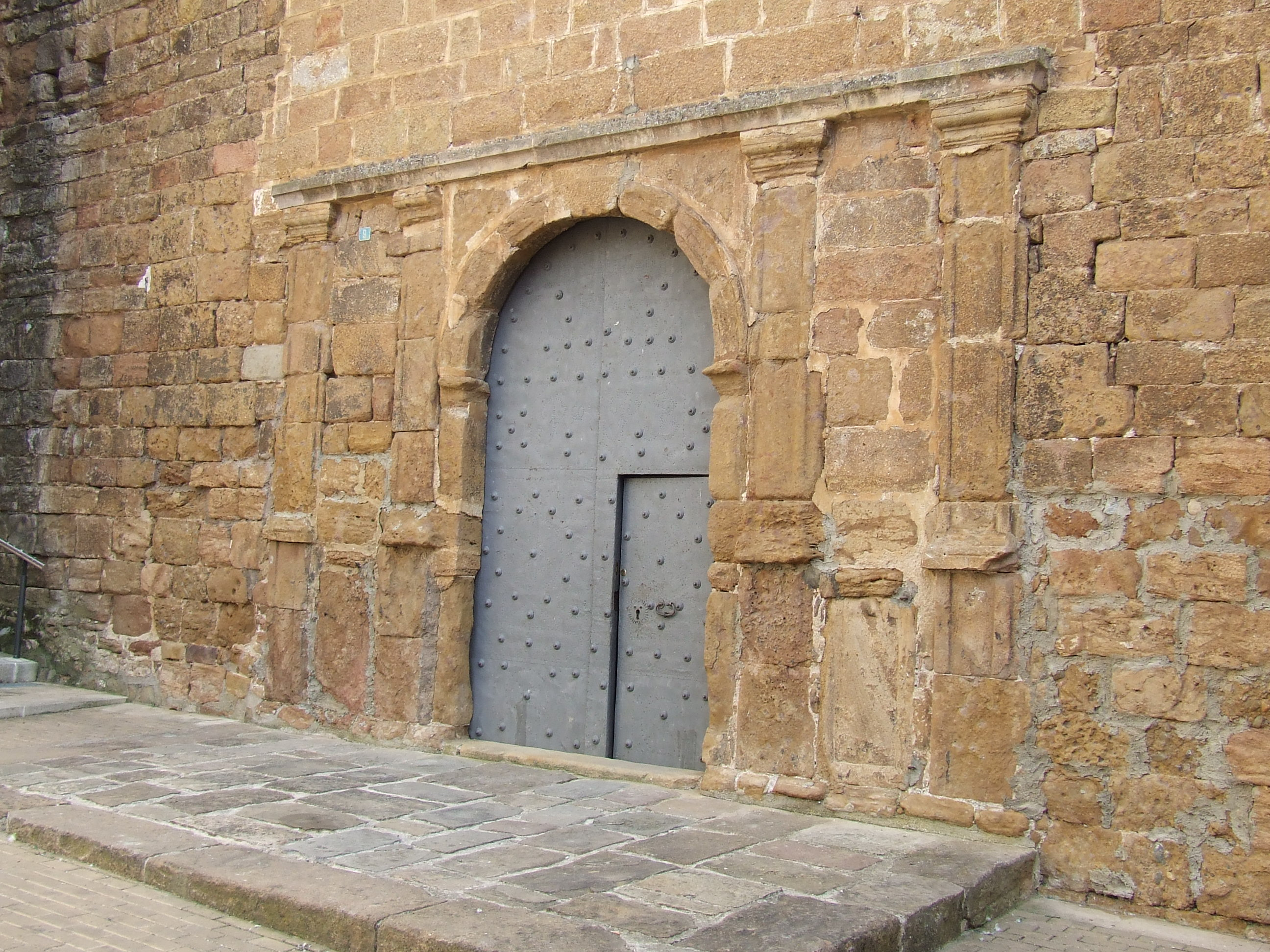
Façana renaixentista de la façana de ponent
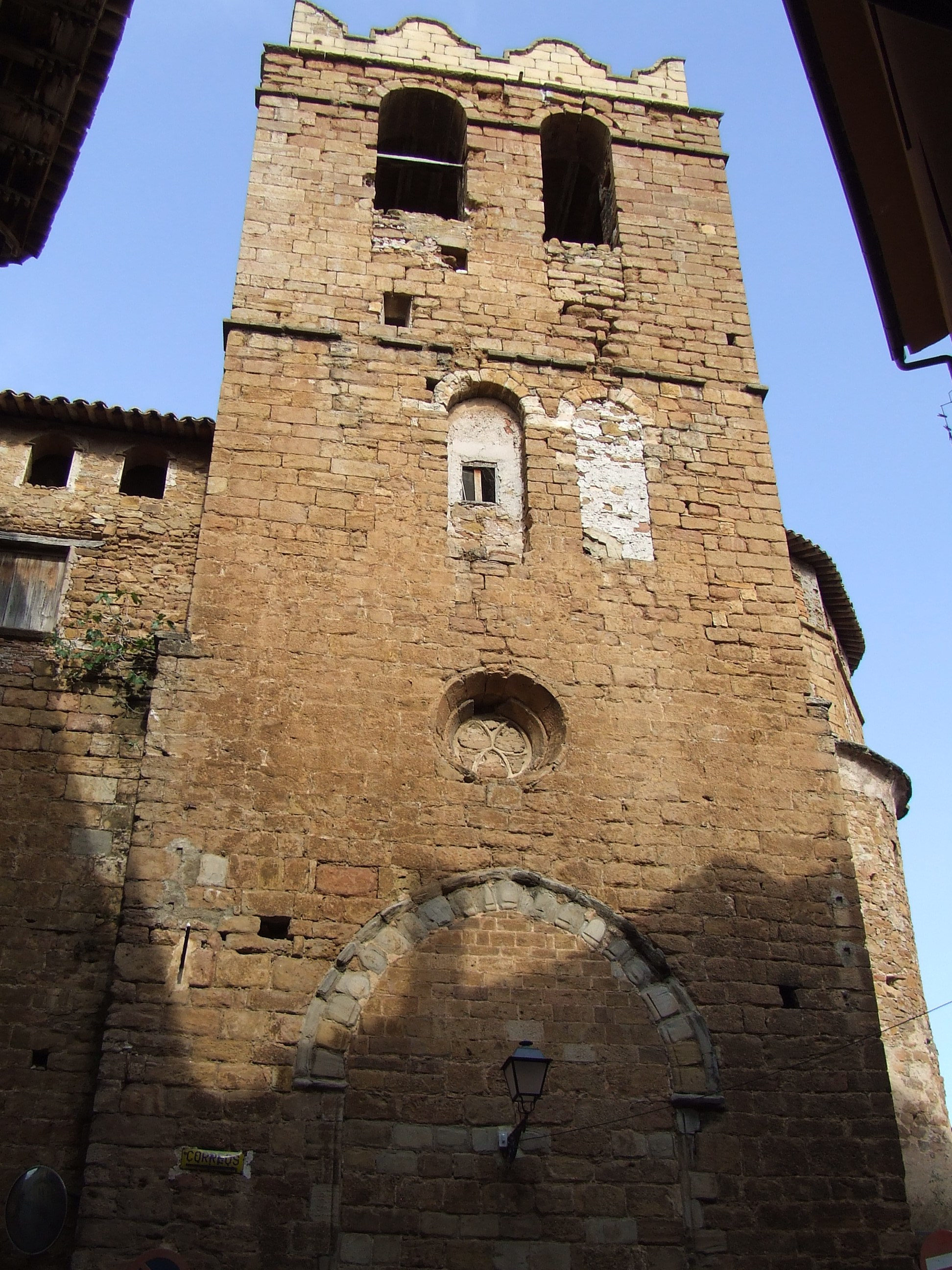
Detall de la cara sud del campanar
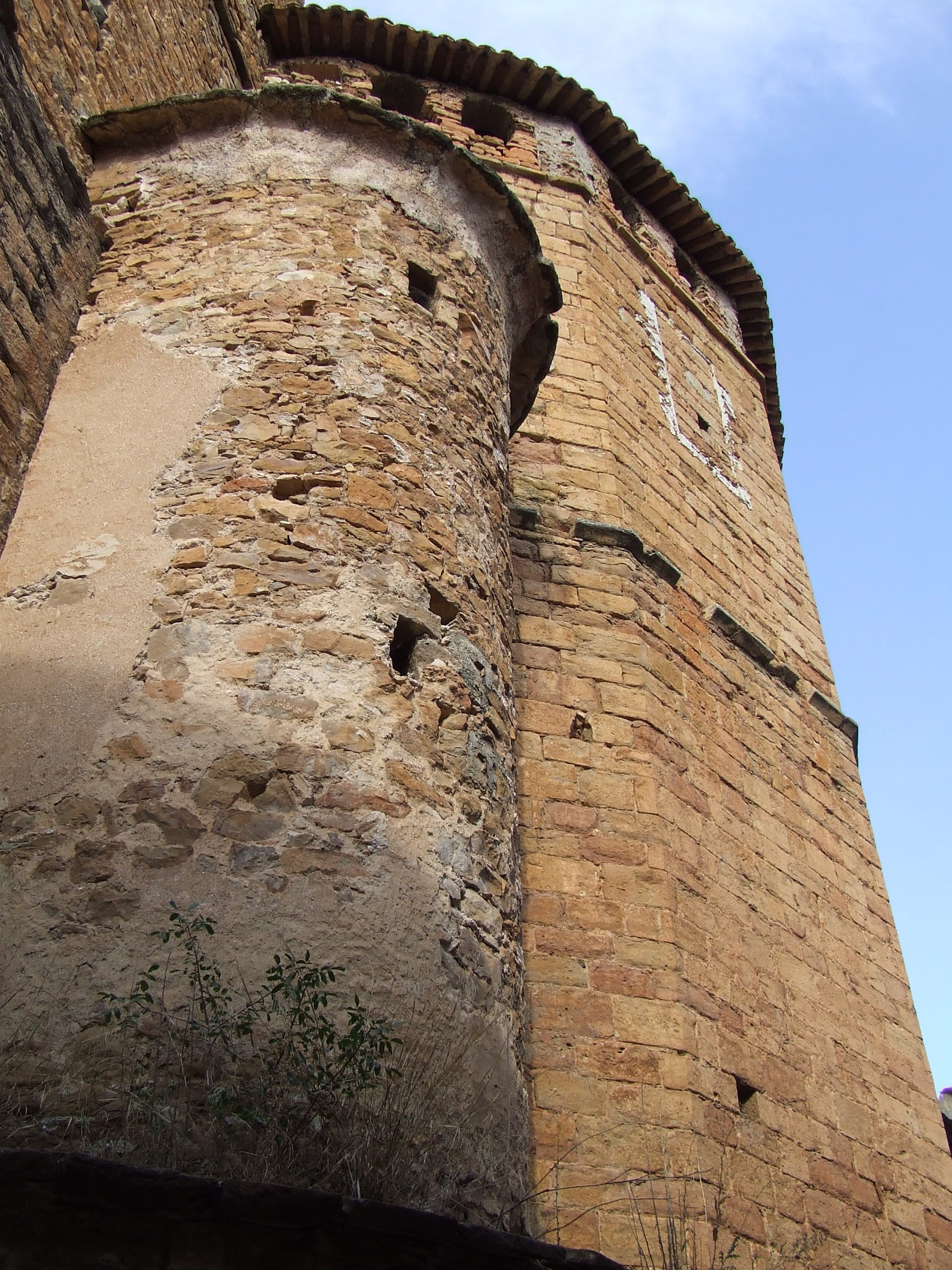
Detall de l'absis
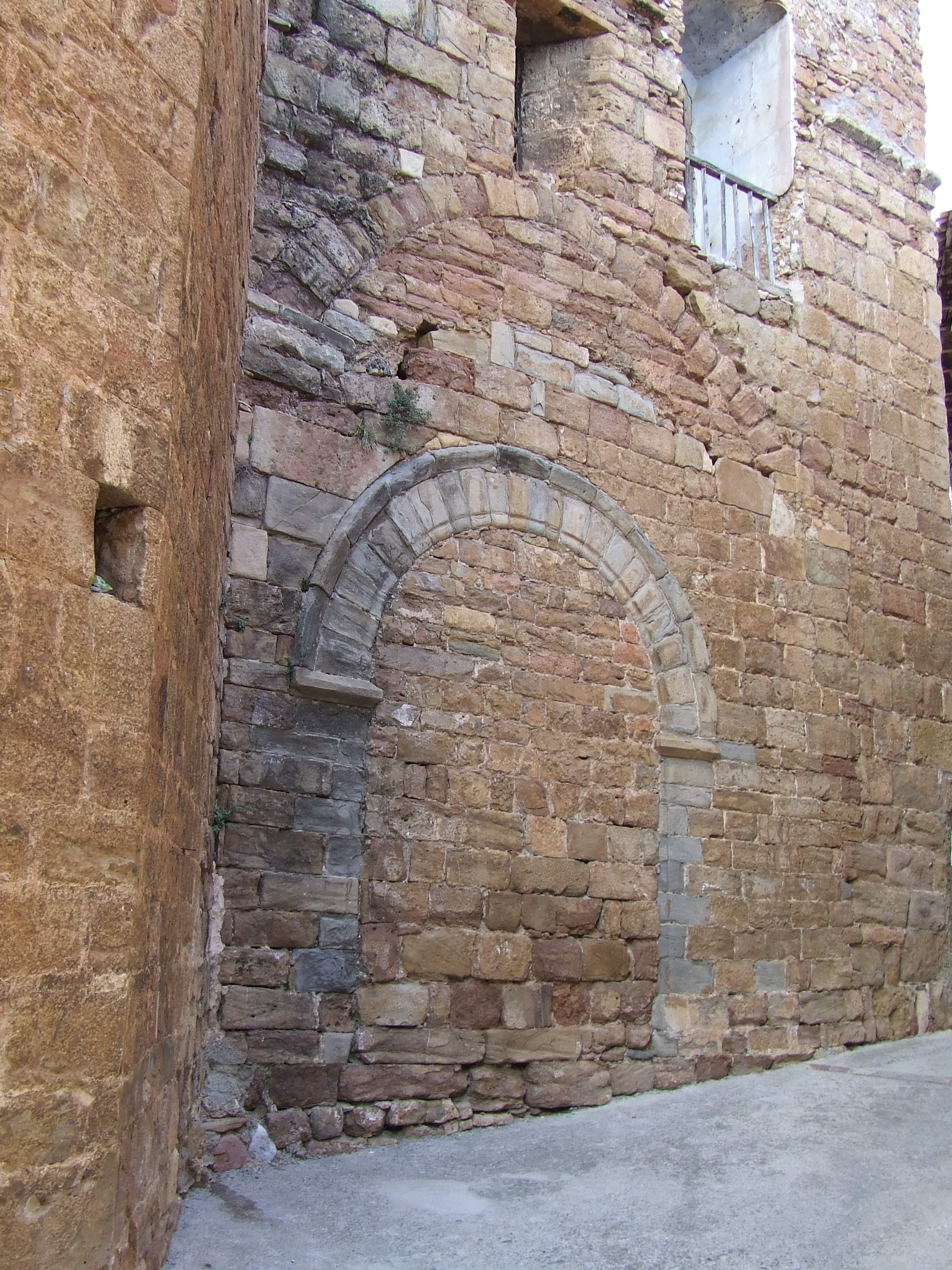
Detall de l'angle nord-est de l'església